# Anna Pagans i Gruartmoner
Anna Pagans i Gruartmoner (Girona, 10 de maig de 1952) és una política catalana que exercí d'alcaldessa de Girona entre 2002 i 2011 pel Partit dels Socialistes de Catalunya; fou la successora de Joaquim Nadal i Farreras al càrrec quan aquest dimití després de 23 anys de mandat ininterromput d'ençà de 1979.
Pagans es presentà a les eleccions municipals del 2003 com a cap de llista del PSC. I aconseguí de revalidar l'alcaldia per al seu partit en l'etapa anomenada postnadalista, per bé que el seu partit perdé la majoria absoluta a l'ajuntament i hagué de pactar amb altres forces d'esquerres, com ICV i ERC, que signaren un pacte de govern pel qual es formava un govern tripartit municipal a l'Ajuntament de Girona. Hom remarca que ERC entrà un any més tard al pacte de govern, per tal com d'altres pactes postelectorals a la Diputació de Girona amb CiU impediren la seva entrada al pacte d'esquerres a l'ajuntament. A les eleccions municipals del 2011 renuncià presentar-se a la reelecció com a alcaldessa.
Algunes de les polítiques rellevants impulsades sota el seu mandat són la Participança —concepció encunyada per Francesc Ferrer i Gironès (cap de llista a les eleccions municipals per ERC i tinent d'alcalde de l'ajuntament fins a la seva mort el 2006)—, la recollida selectiva de residus, l'arribada del Tren de Gran Velocitat subterrani a la ciutat i l'estudi per a la implantació de nous mitjans de transport urbans.
El 2011 va demanar retornar a la seva plaça com a professora d'institut de secundària, però finalment va treballar en una comissió de serveis a la Universitat de Girona fins que es va jubilar poc després.